# Limnophila sessiliflora
Limnophila sessiliflora, comúnmente llamada ambulia (al igual que otras especies), es una planta acuática, muy común en acuarios amazónicos y/o tropicales. Una de sus características principales es su acelerado crecimiento, llega a crecer unos 3 centímetros por semana, alcanzando una altura máxima de 3 metros dependiendo de las condiciones de luz. Esta planta no requiere de una luz muy intensa, y es muy resistente a los cambios químicos del agua.
Colocada en la familia Plantaginaceae o en Scrophulariaceae

## Historia
Aunque en este momento, esta planta es muy abundante en lagos de Estados Unidos, esta planta es nativa de Asia y más específicamente de la India, en donde se le considera una plaga, por su asombrosa capacidad de reproducción, que le permite invadir arrozales y ocupar lagos. Esta planta fue llevada al Nuevo Mundo en el año 1976, desde ese momento su expansión ha sido rápida tanto en ambientes naturales como en cautiverio, hoy está ampliamente distribuida por todo el mundo. En el año 1979, esta planta invadió 10,979 hectáreas de lagos en el estado de Florida, USA.

## Descripción

### Descripción general
El color es de un verde intenso, y tiene un tallo principal que se divide en diferentes ramas.Es común confundirla con una planta acuática muy parecida llamada Cabomba, esto es porque ambas tienen hojas compuestas, pero la Limnophila sessiliflora, tiene unas 48 ramificaciones en las hojas, mientras que la de la cabomba llega a tener unas 100 ramificaciones. las raíces de la Limnophila sessiliflora son muy finas y largas y se adaptan a cualquier tipo de sustrato.

### Hábitat
Esta planta puede vivir en lugares muy variados de agua dulce. Puede crecer a partir de 3 metros de profundidad y en estado natural, se han documentado extensas poblaciones en represas, lagos, arroyos y campos de arroz.

### Condiciones ambientales
Para que esta planta tenga un desarrollo óptimo se deben cumplir las siguientes condiciones:
- Una temperatura de 15 °C - 28 °C
- Una intensidad lumínica alta de por lo menos 215 micro-einsteins por cada metro cuadrado cada hora.
- Un pH de 6,0 - 7,5
- Una dureza del agua de unos 3 - 15º